# São Francisco de Paula (kommun i Brasilien, Minas Gerais)
São Francisco de Paula är en kommun i Brasilien.   Den ligger i delstaten Minas Gerais, i den sydöstra delen av landet, 600 km sydost om huvudstaden Brasília. Antalet invånare är 6 487. Arean är 316 kvadratkilometer.
Terrängen i São Francisco de Paula är platt åt sydost, men åt nordväst är den kuperad.
Omgivningarna runt São Francisco de Paula är huvudsakligen savann. Runt São Francisco de Paula är det glesbefolkat, med 20 invånare per kvadratkilometer.